# Mari Yokō
Mari Yokō (jap. 横尾 まり Yokō Mari; właściwie Mari Akiya (jap. 秋谷 真理 Akiya Mari), ur. 21 lutego 1952 w Tokio) – japońska seiyū i aktorka dubbingowa.

## Wybrane role
- 1980: Astro Boy – Osamu
- 1980: The New Adventures of Gigantor
- 1981: Galaxy Cyclone Braiger – Jacqueline
- 1981: W Królestwie Kalendarza –
  - Jujakputer,
  - Orokabu,
  - różne postacie
- 1983: Cat’s Eye – Reika Kuramoto
- 1985: Aoki Ryūsei SPT Layzner – Julia Atsuka
- 1988: Dominion Tank Police – burmistrz Weatherbee
- 1988: Legend of the Galactic Heroes – Magdalena von Westphal
- 1989: Przygody małego Nemo w krainie snów – matka Nemo
- 1989: Księga Dżungli – Luri
- 1992: Uchū no kishi Tekkaman Blade – Von Lee/Tekkaman Sword
- 1994: Kidō Butōden G Gundam – Nastasha Zabigov
- 1994: Marcross 7 – Alice Holiday
- 2000: Hajime no Ippo – matka Yamady
- 2005: Speed Grapher – Kaoru Koganei
- 2005: Pokémon – Sakie (Katie)
- 2008: Skip Beat! – Hiroko Iizuka
- 2010: Shiki – Tomiko Maeda